# France Rakotondrainibe
France Nicole Marie Rakotondrainibe (geborene France Nicole Marie Michel; * 10. Februar 1944 in Amélie-les-Bains-Palalda, Département Pyrénées-Orientales) ist eine französische Botanikerin. Ihr Forschungsschwerpunkt ist die Farnkunde, insbesondere die Farnflora Madagaskars. Ihr botanisches Autorenkürzel lautet „Rakotondr.“

## Leben
Rakotondrainibe wurde 1989 unter der Leitung von Serge Frontier mit der Dissertation Contribution a la connaissance de la flore pteridologique de Madagascar: étude floristique, biologique, phytogéographique et écologique des fougères de la forêt d'Ambohitantely (forêt tropicale d'altitude) an der Universität Lille I zum Dr. ès Sci. promoviert. Sie war Dozentin für Botanik an der Université d’Antananarivo und ist heute wissenschaftliche Mitarbeiterin am Laboratoire de Phytomorphologie der École pratique des hautes études des Muséum national d’histoire naturelle in Paris. 
Rakotondrainibe leistet Beiträge zur Kenntnis der Farne Madagaskars. Zur Vorbereitung ihrer Doktorarbeit führte sie floristische, biologische, phytogeographische und ökologische Untersuchungen von Pollenkörnern im Forêt d’Ambohitantely, einem Bergtropenwald, durch. Sie unternahm Sammelexkursionen in Ambohitantely, Anzojorobe, bei Ambositra, Angavokely, im Ankaratra-Massiv, in der Analamazaotra Forest Station, im Nationalpark Montagne d’Ambre, im Réserve spéciale d’Manongarivo, im Réserve spéciale d’Anjanaharibe-Sud, im Andringitra-Gebirge sowie auf den Komoren.
Rakotondrainibe arbeitete während ihrer Forschung mit zahlreichen Botanikern aus Afrika, Europa und Madagaskar zusammen, darunter Fabien Barthelat, Thierry Deroin, Jean-Yves Dubuisson, Danielle Florens, Edmond Grangaud, Sabine Hennequin, Petra Hoffmann, Thomas Janssen, Jean-Noël Labat, Danielle Lobreau-Callen, Sylvain Mahazotahy, Maoulida M’Changama, Nat Quansah, Marina N. Rabarimanarivo, Fidèle Raharimalala, Hélène Ralimanana, Michel Bien Aimé Randriambololona, Emile Randrianjohany, Daniel Razakanirina, Germinal Rouhan, Ali Bakar Sifari, Saša Stefanović und Ibrahim Yahaya.
Rakotondrainibe beschrieb über 100 Pflanzenarten (laut International Plant Names Index: 107, Stand 2022).
Rakotondrainibe ist Mitglied der Société botanique de France, wo sie 2008 mit dem Prix de Coincy ausgezeichnet wurde.